# Kršćanski fundamentalizam
Kršćanski fundamentalizam, u današnjoj formi, nastao je u drugoj polovici 19. i početkom 20. stoljeća među američkim i britanskim protestantima. Osnivači ove struje su ustali protiv rastućeg liberalnog protestantizma i zastupaju da je nepogrešivost Biblije od ključnog značaja za pravo kršćanstvo koje ugrožavaju modernisti.
Kršćanski fundamentalizam kao organizirani pokret nastao je u SAD tijekom 1920-ih godina u protestantskim krugovima — uglavnom među baptistima i prezbiterijima. Dogme koje kršćanski fundamentalisti slijede su djevičansko rođenje Isusa Krista, vjerovanje u njegov drugi dolazak i potonje uznesenje i kraj svijeta.

## Vanjske poveznice
- fundamentalizam članak na Hrvatskoj enciklopediji